# Alfred Poland
Alfred Poland (Londres, 1822-21 de agosto de 1872) fue un cirujano británico, más conocido por la descripción del síndrome de Poland, una deformidad congénita consistente en la ausencia unilateral del músculo pectoral mayor asociada a sindactilia (fusión congénita o accidental de dos o más dedos entre sí) en la mano del mismo lado.